# قطعنامه ۱۳۴۹ شورای امنیت
قطعنامه ۱۳۴۹ شورای امنیت سازمان ملل متحد که در تاریخ ۲۷ آوریل ۲۰۰۱ تصویب شد، سندی بین‌المللی دربارهٔ بررسی وضعیت صحرای غربی است. این قطعنامه طی نشست ۴۳۱۵ام با ۱۵ رای موافق، ۰ مخالف و ۰ ممتنع تصویب شد.